# شهركتي (دابوي الجنوبي)
شهرکتي (بالفارسية: شهرکتی) هي قرية تقع في إيران في قسم دابوي الجنوبی الريفي. يقدر عدد سكانها بـ 72 نسمة بحسب إحصاء 2016.